# Thalheim bei Wels
Thalheim bei Wels è un comune austriaco di 5 501 abitanti nel distretto di Wels-Land, in Alta Austria; ha lo status di comune mercato (Marktgemeinde).

## Monumenti e luoghi d'interesse
- Castel Traunegg